# Lewis Theobald
Lewis Theobald (getauft 2. April 1688 in Sittingbourne, Kent; † 18. September 1744 in London) war ein englischer Herausgeber und Autor und eine Schlüsselfigur in der Geschichte der Editionen von William Shakespeare und im Bereich der literarischen Satire.

## Leben
Theobalds berufliche Laufbahn zeichnete sich zunächst nicht sonderlich aus. Er begann als Jurist, zumal sein Vater in Kent ebenfalls die juristische Laufbahn eingeschlagen hatte. Doch er liebäugelte mit einem Leben für die Literatur. Er war ein kompetenter Kenner der Antike und seine ersten Veröffentlichungen waren Übersetzungen griechischer Werke. Er begann mit Platons Phaidon im Jahr 1714 und schloss mit einem Verleger einen Vertrag über die Übersetzung der Tragödien des Aischylos (von denen nur Electra und Ajax fertiggestellt wurden) und von König Ödipus 1715 von Sophokles. Diese Übersetzungen sind nicht besonders gut, da er sie sehr rasch anfertigte. Theobald schrieb auch für den Tory Nathaniel Mist. Er versuchte seinen Lebensunterhalt mit Dramen zu verdienen und begann eine Zusammenarbeit mit dem Theaterproduzenten John Rich am Spielort Theatre Royal Drury Lane. Dort schrieb er Pantomimen für ihn. Wahrscheinlich verwendete er ein Plagiat von einem gewissen Henry Meystayer. Meystayer gab Theobald einen Entwurf eines Stücks mit dem Titel The Perfidious Brother zum Lesen und Theobald produzierte es als sein eigenes Werk. Als Autor war Theobald vergleichsweise unproduktiv.
Theobalds Ruhm und sein Beitrag zur englischen Philologie beruht jedoch auf seiner Schrift von 1726 mit dem Titel Shakespeare Restored, or a Specimen of the many Errors as well Committed as Unamended by Mr Pope in his late edition of this poet; designed not only to correct the said Edition, but to restore the true Reading of Shakespeare in all the Editions ever published. Theobalds Ausgabe ist, wie deren Untertitel schon sagt, eine Reaktion auf Alexander Popes Shakespeare-Edition. Pope hatte Shakespeares Zeilen geglättet und insbesondere hatte Pope viele Textfehler übersehen. Als jedoch Pope eine zweite Edition seiner Shakespeare-Werke im Jahr 1728 herausgab, berücksichtigte er zahlreiche Lesarten Theobalds. Pope behauptete, er habe lediglich ungefähr fünfundzwanzig Wörter von Theobalds Korrekturen übernommen. In Wahrheit übernahm er jedoch die meisten. Darüber hinaus behauptete Pope, dass Theobald ihm Informationen vorenthalten habe. Dies stimmte jedoch nicht.
Pope war ein viel besserer Dichter als Theobald, Theobald jedoch auch ein besserer Herausgeber als Pope, und die Ereignisse im Zusammenhang mit Theobalds Angriff und Popes Reaktion zeigen beide auf der Höhe ihrer Fähigkeiten. Theobalds Shakespeare Restored ist eine zwar übellaunige, aber berechtigte Antwort auf Popes Edition, 1733 lieferte Theobald jedoch für den Verlag von Jacob Tonson eine konkurrierende Shakespeare-Edition in sieben Bänden. Für die Edition arbeitete Theobald mit Bischof Warburton zusammen, der später auch eine Shakespeare-Edition veröffentlichte. Theobalds Ausgabe von 1733 war bei Weitem die vor 1750 am besten produzierte und die Grundlage aller nachfolgenden Editionen. Theobald korrigierte nicht nur Fassungen, sondern er wählte auch die besten Texte aus und machte viele der Textänderungen früherer Herausgeber des 18. Jahrhunderts rückgängig. Die spätere Ausgabe von Edmund Malone (Standard, der als Grundlage moderner Ausgaben dient) wurde auf der Grundlage von Theobalds Ausgabe erstellt.

## Theobald, der Hohlkopf
Theobald (laut Pope als „Tibbald“ geschrieben, obwohl Mitglieder des Zweigs der Familie Theobald sagen, der Name sei damals genauso geschrieben worden wie heute) bekam die Quittung für seine öffentliche Kritik an Pope in Form der Rolle des ersten Helden in Popes Spottgedicht The Dunciad (1728). In Dunciad Variorum geht Pope noch weiter: Im Apparat zum Gedicht führt er negative Kommentare Dritter zu Theobald auf, legt nahe, Theobald habe Briefe an Nathaniel Mist, in denen er sich selbst lobe, geschrieben und deutet Theobalds Shakespeare Restored als Falle. Einige der verdammenden Belege stammen von John Dennis, der wie folgt über Theobalds Ovid geschrieben hatte: „There is a notorious Ideot. . . who from an under-spur-leather to the Law, is become an under-strapper to the Play-house, who has lately burlesqu'd the Metamorphoses of Ovid by a vile Translation“ (Remarks on Pope's Homer Seite 90). Bis zur zweiten Fassung von The Dunciad im Jahr 1741 blieb Theobald der oberste der „Hohlköpfe“ („Dunces“), der den Publikumsgeschmack in die Irre führe. (Er bringe „Smithfield muses to the ears of kings“.) Pope greift Theobalds Plagiarismus und dessen Arbeit an vulgären Dramen direkt an, doch der Beweggrund für seinen Zorn war sehr wahrscheinlich Shakespeare Restored. Obwohl Theobalds Werk hoch einzuschätzen ist, schaffte es Pope, ihn in derart schlechtem Licht darzustellen, dass er bei Leuten, die nichts von Shakespeare-Editionen wissen, lediglich als Dummkopf und verstaubter, pedantischer und geistloser Schreiberling dasteht.

## Double Falshood
1727 schrieb Theobald das Stück Double Falshood; or The Distrest Lovers, das nach seinen Angaben auf einem verschollenen Shakespeare-Stück basierte. Pope griff dies als Betrug an, gab jedoch hinter vorgehaltener Hand zu, dass er glaubte, Theobald hätte zumindest ein Werk aus der richtigen Zeit als Grundlage. Die moderne Literaturwissenschaft ist allgemein der Ansicht, dass Theobald ehrlich war, da Double Falshood wohl auf dem verschollenen Stück Cardenio von Shakespeare und John Fletcher basiert.